# 長野県下諏訪向陽高等学校
長野県下諏訪向陽高等学校（ながのけんしもすわこうようこうとうがっこう）は、長野県諏訪郡下諏訪町にある公立高等学校である。
文化祭は「向陽祭」と称し、その名称は校名に由来する。

## 沿革
- 1980年（昭和55年）4月1日 - 長野県下諏訪向陽高等学校として開校。

## 教育目標
- 個に応ずる弾力的な教育の実践。
- 自主的、自発的な学習態度の育成。
- 心身の錬磨と特別活動の充実。
- 基本的生活習慣の確立。
- 開拓者精神による新しい校風の樹立。

## 校歌
- 作詞：大岡信、作曲：廣瀬量平

## 出身者
- 小林紀晴 - ジャーナリスト、写真家、作家
- 早出一真 - 岡谷市長
- 宮坂淳 - アートディレクター・グラフィックデザイナー

## アクセス
- JR中央本線：下諏訪駅